# Murray (Nebraska)
Murray é uma vila localizada no estado americano de Nebraska, no Condado de Cass.

## Demografia
Segundo o censo americano de 2000, a sua população era de 481 habitantes.
Em 2006, foi estimada uma população de 525, um aumento de 44 (9.1%).

## Geografia
De acordo com o United States Census Bureau, a localidade tem uma área de 0,6 km², sem área coberta por água. Murray localiza-se a aproximadamente 356 m acima do nível do mar.

## Localidades na vizinhança
O diagrama seguinte representa as localidades num raio de 20 km ao redor de Murray.